# Dimitar Gerdschikow
Dimitar Gerdschikow (bulgarisch Димитър Герджиков; englisch Dimitar Gerdzhikov; * 27. März 1992 in Tschepelare, Oblast Smoljan) ist ein ehemaliger bulgarischer Biathlet. Er startete seit 2015 regelmäßig im Weltcup und nahm an zwei Olympischen Spielen teil.

## Sportliche Laufbahn
Dimitar Gerdschikow gab sein internationales Debüt im Rahmen der Jugendweltmeisterschaften 2008 in Ruhpolding, wo er 91. des Einzels wurde. Zwischen 2010 und 2013 nahm er an vier weiteren solchen Meisterschaften teil und erreichte 2010 in Torsby mit den Rängen acht im Sprint und neun in der Verfolgung seine besten Resultate. Auch 2011 konnte er in Nové Město na Moravě als Neunter des Sprints und 15. der Verfolgung gute Ergebnisse erreichen. Schon 2009 debütierte der Bulgare zudem bei den Männern im IBU-Cup und belegte schon in seinem ersten Rennen im heimischen Bansko – bei allerdings lediglich 38 Teilnehmern – Rang 13 im Sprintrennen, was Zeit seiner Karriere sein bestes Resultat auf der zweithöchsten Rennserie darstellte. Bei den Junioreneuropameisterschaften 2013 in seinem Heimatland verpasste er mit Nija Dimitrowa, Dessislawa Stojanowa und Anton Sinapow als Schlussläufer des Mixedstaffelrennen als Viertplatzierter knapp den Gewinn einer Medaille. Zwei ebensolche ergatterte Gerdschikow allerdings bei den Juniorenrennen der Sommerbiathlon-Weltmeisterschaften 2013 in Forni Avoltri: Im Sprint gewann er hinter Tomáš Vojík und Dino Butković die Bronzemedaille, im Verfolgungsrennen musste er sich nur noch Vojík geschlagen geben.
Anfang 2014 bestritt Gerdschikow in Oberhof sein erstes Rennen im Weltcup und beendete dieses Sprintrennen als 80. Einige Zeit später verpasste er als 66. in Kontiolahti das Verfolgungsrennen nur noch um sechs Plätze. Erste internationale Meisterschaft im Leistungsbereich wurden die Europameisterschaften 2014 in Nové Město; der Bulgare wurde 50. des Sprints, 51. der Verfolgung und mit Wassil Tschorbadschiew, Miroslaw Kenanow und Iwan Slatew Siebter des Staffelwettbewerbs. In der folgenden Saison wurde er erstmals in Weltcupstaffeln eingesetzt. Gleich bei seinem ersten Einsatz als Schlussläufer in Oberhof wurde die Staffel Siebte und blieb die einzige im gesamten Feld ohne Strafrunden. Bei der WM durfte er im Einzel starten, wo er Rang 81 erzielte, und lief auch die Staffel, die auf Rang 16 landete.
Ab Ende 2015 lief Gerdschikow vermehrt im Weltcup und war nur noch vereinzelt im IBU-Cup unterwegs. Sein erstes Ergebnis in den Punkterängen erzielte er im Januar 2017 in Oberhof, als er von Rang 60 im Sprint auf den 38. Platz im Verfolger lief. Auch für die Olympischen Winterspiele in Pyeongchang wurde er als einer von vier Biathleten seiner Nation nominiert und belegte in Sprint und Einzel die Ränge 81 und 43, mit der überrundeten Staffel kam er auf Platz 16. In vier weiteren Rennen des Weltcups konnte der Bulgare danach noch die Punkteränge erreichen, sein mit Abstand bestes Ergebnis kam im Einzel der WM 2019, als er auf Rang 21 lief. Den krönenden Abschluss seiner Laufbahn bildeten die Olympischen Spiele 2022 in Peking, bei denen als bestes Individualergebnis immerhin der 41. Platz im Einzel zu Buche stand. Seither hat Gerdschikow an keinem internationalen Wettkampf mehr teilgenommen.

## Statistiken

### Weltcupplatzierungen
Die Tabelle zeigt alle Platzierungen (je nach Austragungsjahr einschließlich Olympische Spiele und Weltmeisterschaften).
- 1.–3. Platz: Anzahl der Podiumsplatzierungen
- Top 10: Anzahl der Platzierungen unter den ersten zehn (einschließlich Podium)
- Punkteränge: Anzahl der Platzierungen innerhalb der Punkteränge (einschließlich Podium und Top 10)
- Starts: Anzahl gelaufener Rennen in der jeweiligen Disziplin
- Staffel: inklusive Mixed- und Single-Mixed-Staffeln

| Platzierung | Einzel | Sprint | Verfolgung | Massenstart | Staffel | Gesamt |
| ----------- | ------ | ------ | ---------- | ----------- | ------- | ------ |
| 1. Platz    |        |        |            |             |         |        |
| 2. Platz    |        |        |            |             |         |        |
| 3. Platz    |        |        |            |             |         |        |
| Top 10      |        |        |            |             | 8       | 8      |
| Punkteränge | 1      | 3      | 1          |             | 46      | 51     |
| Starts      | 19     | 50     | 11         |             | 46      | 126    |

### Weltcupwertungen
Ergebnisse bei Biathlon-Weltcups (Disziplinen- und Gesamtweltcup) gemäß Punktesystem:
| Saison  | Einzel | Einzel | Sprint | Sprint | Verfolgung | Verfolgung | Massenstart | Massenstart | Gesamt | Gesamt |
| Saison  | Platz  | Punkte | Platz  | Punkte | Platz      | Punkte     | Platz       | Punkte      | Platz  | Punkte |
| ------- | ------ | ------ | ------ | ------ | ---------- | ---------- | ----------- | ----------- | ------ | ------ |
| 2016/17 | –      | –      | 93.    | 2      | 78.        | 3          | –           | –           | 100.   | 5      |
| 2018/19 | 48.    | 20     | 83.    | 4      | –          | –          | –           | –           | 74.    | 24     |
| 2020/21 | –      | –      | 82.    | 3      | –          | –          | –           | –           | 96.    | 3      |

### Olympische Winterspiele
Ergebnisse bei Olympischen Winterspielen:
|                                             | Einzelwettbewerbe | Einzelwettbewerbe | Einzelwettbewerbe | Einzelwettbewerbe | Staffelwettbewerbe | Staffelwettbewerbe |
| Einzel                                      | Sprint            | Verfolgung        | Massenstart       | Männerstaffel     | Mixedstaffel       |                    |
| ------------------------------------------- | ----------------- | ----------------- | ----------------- | ----------------- | ------------------ | ------------------ |
| Olympische Winterspiele 2018 \| Pyeongchang | 43.               | 81.               | –                 | –                 | 16.                | –                  |
| Olympische Winterspiele 2022 \| Peking      | 41.               | 63.               | –                 | –                 | 18.                | 19.                |

### Weltmeisterschaften
Ergebnisse bei Weltmeisterschaften:
| Weltmeisterschaften | Weltmeisterschaften | Einzelwettbewerbe | Einzelwettbewerbe | Einzelwettbewerbe | Einzelwettbewerbe | Staffelwettbewerbe | Staffelwettbewerbe | Staffelwettbewerbe |
| Jahr                | Ort                 | Einzel            | Sprint            | Verfolgung        | Massenstart       | Männerstaffel      | Mixedstaffel       | S.-M.-Staffel      |
| ------------------- | ------------------- | ----------------- | ----------------- | ----------------- | ----------------- | ------------------ | ------------------ | ------------------ |
| 2015                | Kontiolahti         | 81.               | –                 | –                 | –                 | 16.                | –                  | nicht ausgetragen  |
| 2016                | Oslo                | 77.               | –                 | –                 | –                 | –                  | –                  | nicht ausgetragen  |
| 2017                | Hochfilzen          | 81.               | 70.               | –                 | –                 | –                  | 17.                | nicht ausgetragen  |
| 2019                | Östersund           | 21.               | 56.               | 48.               | –                 | 9.                 | –                  | –                  |
| 2020                | Antholz             | 77.               | 57.               | 52.               | –                 | 11.                | 24.                | –                  |
| 2021                | Pokljuka            | 49.               | 48.               | LAP               | –                 | 16.                | 15.                | –                  |

### Jugend-/Juniorenweltmeisterschaften
Gerdschikow nahm bis 2011 an den Jugend-, ab 2012 an den Juniorenwettkämpfen teil.
| Weltmeisterschaften | Weltmeisterschaften | Einzelwettbewerbe | Einzelwettbewerbe | Einzelwettbewerbe | Männerstaffel  |
| Jahr                | Ort                 | Einzel            | Sprint            | Verfolgung        | Männerstaffel  |
| ------------------- | ------------------- | ----------------- | ----------------- | ----------------- | -------------- |
| 2008                | Ruhpolding          | 91.               | –                 | –                 | 18.            |
| 2010                | Torsby              | 32.               | 8.                | 9.                | 13. (Junioren) |
| 2011                | Nové Město          | 41.               | 9.                | 15.               | 16.            |
| 2012                | Kontiolahti         | 69.               | 41.               | 48.               | –              |
| 2013                | Obertilliach        | 58.               | 27.               | DNS               | –              |